# Paul Helfritz
Peter Paul Helfritz (* 23. Februar 1872 in Greifswald; † 14. Juni 1950 in Baden-Baden) war ein deutscher Generalmajor der Reichswehr.

## Leben

### Herkunft
Paul Helfritz war ein Sohn des Greifswalder Bürgermeisters Hugo Helfritz (1827–1896) und dessen Ehefrau Sophie, geborene Beseler. Sein jüngerer Bruder Hans (1877–1958) war Rechtswissenschaftler.

### Militärkarriere
Nach seiner Erziehung im elterlichen Hause und dem Besuch des Gymnasiums in seiner Heimatstadt trat Helfritz am 9. März 1891 als Fahnenjunker in das Infanterie-Regiment „von Voigts-Rhetz“ (3. Hannoversches) Nr. 79 der Preußischen Armee ein und avancierte bis Mitte Mai 1892 zum Sekondeleutnant. Von Anfang August 1896 bis Ende März 1897 war er Adjutant des IV. Bataillons und von Anfang Mai bis Ende September 1897 des II. Bataillons in Hildesheim. Anschließend absolvierte er zur weiteren Ausbildung für drei Jahre die Kriegsakademie in Berlin und stieg Mitte September 1900 zum Oberleutnant auf. Im Juli/August 1901 war Helfritz an Bord des Großen Kreuzers Victoria Louise und anschließend bis Ende September zur 1901 zur II. Matrosen-Artillerie-Abteilung kommandiert. Nach zwei Jahren wurde er zur Dienstleistung zum Großen Generalstab kommandiert und mit der Beförderung zum Hauptmann am 18. Mai 1905 hierher versetzt. Mit der Ernennung zum Chef der 2. Kompanie im Infanterie-Regiment „Graf Bülow von Dennewitz“ (6. Westfälisches) Nr. 55 trat er am 27. Januar 1907 in den Truppendienst zurück, wurde am 18. August 1908 bis auf weiteres zur Dienstleistung beim Kriegsministerium kommandiert und am 17. November 1908 in die 1. Armee-Abteilung (A 1) versetzt. Dort avancierte Helfritz Mitte November 1911 zum Major, wurde Ende Januar 1912 wieder in den Großen Generalstab versetzt, blieb er aber Ende März 1912 beim Kriegsministerium kommandiert. Am 1. Oktober 1912 erfolgte seine Versetzung nach Freiburg im Breisgau als Erster Generalstabsoffizier der 29. Division.
Während des Ersten Weltkriegs war Helfritz Oberquartiermeister beim Generalgouverneur von Polen und erhielt Ende 1915 den Vorsitz über die Landeskundliche Kommission in Polen, welche die landeskundliche Erforschung wieder aufleben lassen sollte. Als ständige Mitglieder der Kommission wurden acht Personen, u. a. Max Friederichsen als wissenschaftlicher Leiter, Ferdinand Albin Pax und Ferdinand Albert Pax berufen. Es folgte von Januar bis April 1916 eine erste Arbeitsperiode der Kommission. Daran schloss sich mit der Beförderung zum Oberstleutnant am 5. Oktober 1916 eine Verwendung als Oberquartiermeister beim Generalgouvernement Belgien an. Vom 11. Januar bis zum 8. Mai 1917 war er Kommandeur des Infanterie-Regiments „Markgraf Ludwig Wilhelm“ (3. Badisches) Nr. 111 an der Westfront. Hier nahm er an den Stellungskämpfen in der Champagne und an der Aisne teil. Anschließend war Helfritz Chef des Stabes des V. Armee-Korps und erhielt im August 1917 das Ritterkreuz des Königlichen Hausordens von Hohenzollern mit Schwertern.
Nach Kriegsende erfolgte seine Übernahme in die Vorläufige Reichswehr. Zunächst war Helfritz im Reichswehrministerium tätig, wurde unter Beförderung zum Oberst am 16. Mai 1920 im Übergangsheer Kommandeur des Reichswehr-Infanterie-Regiments 12 und mit der Bildung der Reichswehr Kommandeur des Infanterie-Regiments 6 am 1. Oktober 1920. Unter Verleihung des Charakters als Generalmajor schied er am 31. Dezember 1921 aus dem Militärdienst.
1923 war Helfritz durch das Reichswehrministerium als Leiter der Nachrichtenstelle Nordmark der Reichswehr in Hamburg eingesetzt worden und hatte den Auftrag, die Grenz- und Selbstschutzverbände als Ergänzungstruppenteile für die Reichswehr aufzubauen. Er wurde damit Mittelsmann der Reichswehr zu den Selbstschutzverbänden in Norddeutschland und Mitglied der Schwarzen Reichswehr. Bei einer Hausdurchsuchung im Mai 1923 durch die Hamburger Polizei bei Helfritz und Tido von Brederlow wurde Material beschlagnahmt, das die Zusammenarbeit der Reichswehr mit gesetzwidrigen Organisationen offenbarte. Darunter waren Aufzeichnungen zu Tätigkeiten u. a. der Selbstschutzorganisation „Norddeutschen Heimatbundes“. Von Hamburger Seite bestand die Vermutung das Waffen, die eigentlich vernichtet werden sollten, unter Zutun von Helfritz weitergeleitet wurden und ein Staat im Staate entstehen sollte. Im Zuge der Ermittlungen wurde von einem Treffen berichtet, wobei auch Vertreter der Reichswehr anwesend waren, wo die Selbstschutzverbände auf Helfritz als alleinigen Beauftragten der Reichswehr für Zwecke der militärischen Verwendung eingeschworen wurden. Neben dem Norddeutschen Heimatbundes, welches eine Einheit in Bataillonsstärke für die Reichswehr stellen sollte, waren dies auch der Stahlhelm und der Bund Oberland. Der Hamburger Senat forderte daraufhin Konsequenzen.